# Vasiliká (ort i Grekland, Nordegeiska öarna)
Vasiliká är en ort i Grekland.   Den ligger i prefekturen Nomós Lésvou och regionen Nordegeiska öarna, i den östra delen av landet, 250 km nordost om huvudstaden Aten. Vasiliká ligger 230 meter över havet och antalet invånare är 400. Den ligger på ön Lesbos.
Terrängen runt Vasiliká är kuperad åt sydost, men åt nordväst är den platt. Havet är nära Vasiliká åt nordväst. Runt Vasiliká är det ganska glesbefolkat, med 38 invånare per kvadratkilometer. Närmaste större samhälle är Polichnítos, 5,6 km väster om Vasiliká. == Kommentarer ==
1. ↑  Framräknat ur höjduppgifter (DEM 3") från Viewfinder Panoramas.[2] Mer om algoritmen finns här: Användare:Lsjbot/Algoritmer.
2. ↑  Framräknat ur variansen i alla höjduppgifter (DEM 3") från Viewfinder Panoramas, inom 10 km radie.[2] Mer om algoritmen finns här: Användare:Lsjbot/Algoritmer.